# Moieciu de Sus

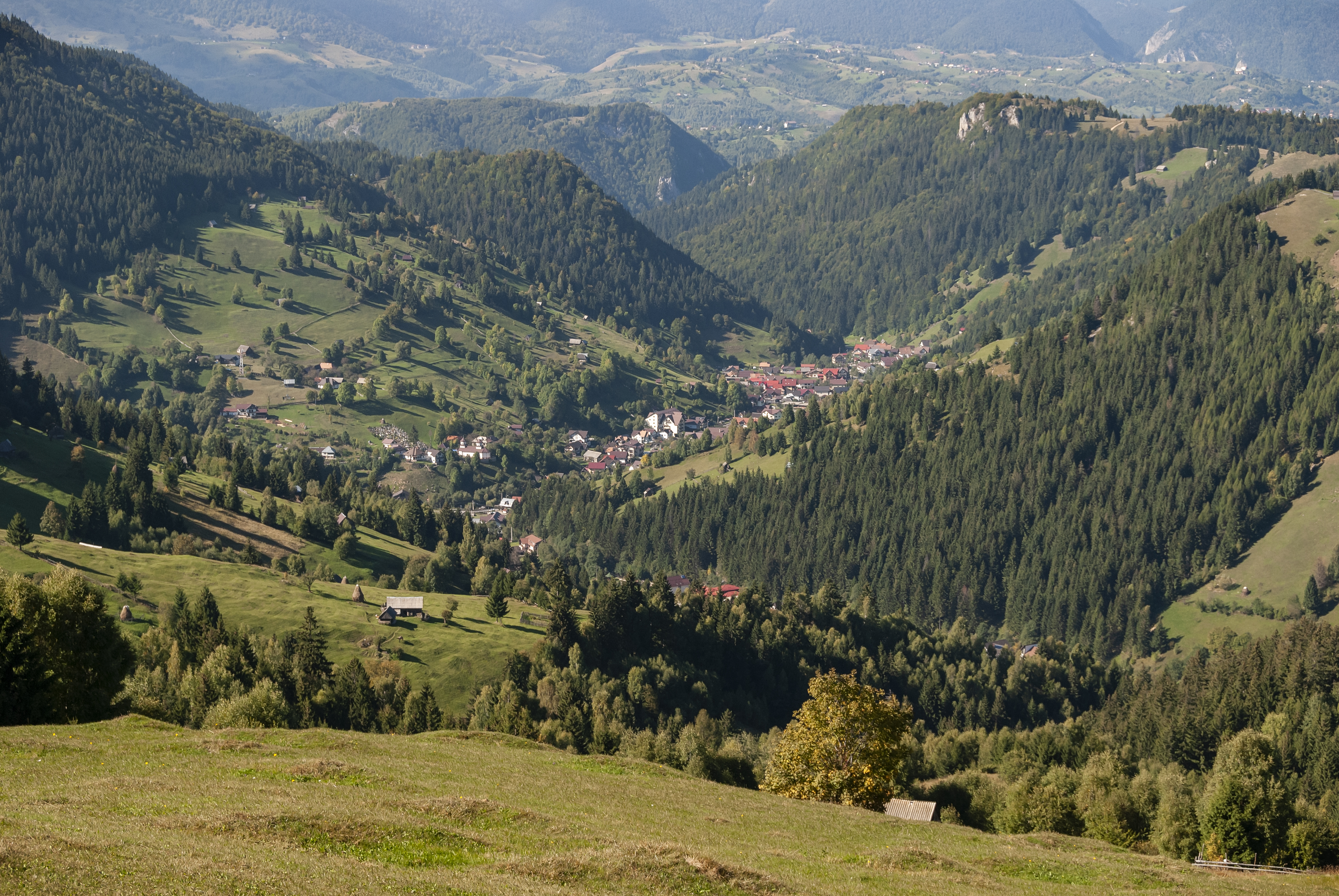
Blick auf Moieciu de Sus

Moieciu de Sus (deutsch Obermoesch, ungarisch Felsőmoécs) ist ein Dorf im Kreis Brașov in Rumänien. Es ist Teil der Gemeinde Moieciu.

## Lage
Moieciu de Sus liegt im äußersten Südosten Siebenbürgens. Es befindet sich an der Westseite des Bucegi-Gebirges.

## Geschichte
Die Region oberhalb der Törzburg und unterhalb des Törzburger Passes – eines wichtigen Karpatenübergangs – wurde vermutlich etwa am Ende des 17. Jahrhunderts besiedelt. Der Ort Moieciu de Sus wurde im Jahr 1729 erstmals urkundlich erwähnt. Er war ein Dorf rumänischer Bauern und Viehhirten.
Nachdem Moieciu de Sus bis zum Ende des Ersten Weltkrieges zum Königreich Ungarn, zum Fürstentum Siebenbürgen bzw. zu Österreich-Ungarn gehört hatte, ist es seitdem ein Teil des Staates Rumänien.

## Bevölkerung
Seit den ersten Erfassungen ist der Ort als überwiegend von Rumänen bewohnt ausgewiesen. Im Jahr 1850 wurden 612 Einwohner – sämtlich Rumänen – registriert. Seitdem nahm die Bevölkerungszahl langsam zu. 2002 wurden 924 Bewohner gezählt, 2011 waren es 1001 Bewohner.

## Verkehr
Moieciu de Sus liegt einige Kilometer abseits der Passstraße zwischen Brașov und Pitești, die hier Teil der Europastraße 574 entspricht und von der im Gemeindesitz Moieciu (de Jos) eine Fahrstraße nach Moieciu de Sus abzweigt.
Von Moieciu de Sus verkehren einige wenige Busse nach Brașov (Stand 2008). Der nächste Bahnhof befindet sich in etwa 15 Kilometer Entfernung an der Bahnstrecke Brașov–Zărnești in Zărnești.

## Sehenswürdigkeiten
Moieciu de Sus ist Ausgangspunkt für Wanderungen in das Bucegi-Gebirge. Im Ort gibt es mehrere Übernachtungsmöglichkeiten. 